# 조르바
아이카마 조르바 오브 라수사(Aicama Zorba of La-Susa) 또는 조르바(Zorba, 1981년 9월 26일 ~ 1992년)는 기네스 세계 기록에 의해 세계에서 가장 무겁고 가장 긴 잉글랜드의 개로 인정받은 수컷 올드 잉글리시 마스티프였다.

## 세계 기록
조르바는 1987년 9월에 314 파운드 (142 kg)의 무게로 처음부터 가장 무거운 개의 기록을 세우지는 않았다.
1989년 11월, 조르바는 330 파운드 (149.7 kg)의 무게를 기록했다. 조르바는 어깨까지 37 인치 (94 cm)였고 코끝에서 꼬리 끝까지 8 피트 3 인치 (251 cm)였다.

## 같이 보기
- 대형견 품종
- 개 개체 목록